# فيكتوريا بريكر
فيكتوريا بريكر (بالإنجليزية: Victoria Bricker)‏ هي عالمة الإنسان أمريكية، ولدت في 1940. تُعرف بدراساتها حول ثقافة أمريكا الوسطى.

## حياتها المبكرة وتعليمها
وُلدت بريكر في هونغ كونغ، وتلقّت تعليمها الجامعي في جامعة ستانفورد، وتخرجت عام 1962 بدرجة البكالوريوس في الفلسفة والعلوم الإنسانية. التحقت بجامعة هارفارد لتكمل دراساتها العليا، وحصلت على درجة الماجستير في علم الإنسان عام 1963 وشهادة الدكتوراه في عام 1968.

## المهنة والبحث=
أمضت بريكر حياتها المهنية في جامعة تولين. كانت محاضرة زائرة بين عامي 1969 و1970، وأستاذة مساعدة من عام 1970 حتى عام 1973، وأستاذة مشاركة من عام 1973حتى 1978، وعُينت أستاذًة في عام 1978. وهي الآن أستاذة فخرية هناك. ركزت أبحاث بريكر على المجالات المختلفة لثقافة المايا في غواتيمالا وتشياباس ويوكاتان. في تشياباس، درست روح الفكاهة والتاريخ الشفوي والإحياء لدى المايا، وكان الأخير موضوع بحثها في غواتيمالا ويوكاتان. في يوكاتان عملت أيضًا على وضع قاموس للغة المايا، ومن لغة المايا إلى الإنجليزية، ولعلم النباتات الشعبي. درست بريكر أيضًا علم فلك المايا في العصر قبل الكولومبي والتقويمات والتنجيم والكهانة والكتابة. شمل عملها إجراء دراسات في سفر درسدن وسفر مدريد. مجموعتها من التسجيلات والكتابة الصوتية للتشول Chol والتسوتسيل Tzotzil ولغة المايا اليوكاتية Yucatec Maya متاحة في أرشيف اللغات الأصلية في أمريكا اللاتينية، وتتوفّر التسجيلات الصوتية والمخطوطات في أرشيفات الجمعية الفلسفية الأمريكية.
تُجيد الإسبانية ولغتين من لغات المايا: اليوكاتية والتسوتسيلية.

## التكريمات والجوائز
بريكر عضو في العديد من الجمعيات العلمية، وعملت أيضًا في أدوار قيادية في المنشورات والجمعيات الأكاديمية. انتُخِبت للأكاديمية الوطنية للعلوم في عام 1991 وحافظت على عضويتها في الجمعية الفلسفية الأمريكية.
- محرّرة في صحيفة الإثنولوجي الأمريكي (1973-1976)
- محرّرة مشاركة في مجلة لسانيات المايا (1978 -)
- عضو في المجلس التنفيذي للجمعية الأمريكية للأنثروبولوجيا (1980 -)
- عضو في الهيئة التحريرية في معهد بحوث أمريكا الوسطى (1981 -)
- رئيسة قسم الأنثروبولوجيا بجامعة تولين (1988-1991)
- عضو الأكاديمية الوطنية للعلوم (1991)
- عضو في الجمعية الفلسفية الأمريكية (2002)
- عضو في الجمعية الأمريكية للتاريخ الإثني
- عضو في الجمعية اللغوية الأمريكية
- عضو في جمعية الأميريكانيين